# Juliaan Claerhout
Juliaan Claerhout (Wielsbeke, 9 december 1859 - Kaster, 12 februari 1929) was een Belgisch rooms-katholiek priester, medewerker van Guido Gezelle en Johan Winkler en archeoloog.

## Levensloop
Claerhout was een zoon van de landbouwer Constant Claerhout en van Amelia De Volder. Hij doorliep de humaniora in het Kortrijkse Sint-Amanduscollege. Van daar trok hij naar het seminarie en werd in 1883 priester van het bisdom Brugge. Hij werd achtereenvolgens leraar aan het Sint-Jozefscollege in Tielt (1884) en de Normaalschool in Torhout (1887), onderpastoor in Sint-Denijs (1889), schooldirecteur in Pittem (1894) en pastoor in Kaster (1911). 
In Tielt stimuleerde hij de herdenkingsfeesten ter ere van deken Leonard De Bo. Hij werd medestichter en tot in 1900 was hij de ruggengraat van het tijdschrift Het Belfort (later Dietsche Warande en Belfort). Hij publiceerde er volkse en opvoedende bijdragen in. Hij werkte ook mee aan Biekorf, Loquela, het Rond den Heerd van Adolf Duclos, Ons Vlaanderen (de krant van de daensistische jongeren), Vlaamsch en Vrij (Brussel). Hij steunde het blad De Nieuwe tijd, opgericht door Hugo Verriest.
In oktober 1906 werd hij getroffen door een depressie die hem in psychiatrische inrichtingen of rusthuizen deed verblijven in Sleidinge, Endenich bij Bonn, Sint-Truiden en Ukkel. Vanaf begin 1911, helemaal genezen, hernam hij zijn pastorale en wetenschappelijke bezigheden en mocht hij zijn intrek nemen in de pastorie van Kaster.
Tijdens de Eerste Wereldoorlog vervulde hij zijn pastorale taak op bewonderenswaardige wijze en zette tevens zijn bodemonderzoeken verder. Hij fungeerde ook als burgemeester van de gemeente Kaster.
Claerhout was christendemocraat en sociaal bewogen. In Sint-Denijs stichtte hij een Franciscus Xaverius-gilde, een Maatschappij voor Onderlinge Bijstand en een Lijfrentekas. In Pittem stichtte hij een ziekenfonds, een pensioenkas en een 'werkmansgilde'. Hij steunde initiatieven zoals de oprichting van een Gilde der Ambachten in Kortrijk (1891). Het deed op het bisdom wenkbrauwen fronsen toen hij medewerking verleende aan het tijdschrift van de daensistische jongeren.
Op taalkundig gebied pleitte hij vanaf 1895 voor Standaardnederlands, waarmee hij zich enigszins verwijderde van Gezelle en diens geestverwanten, die de West-Vlaamse taal voorstonden. Met Gezelle maakte hij nochtans in 1896 een reis door Frans-Vlaanderen en werd hij lid van het 'Comité flamand de France'. De relatieve afstandelijkheid met Gezelle ging samen met een zekere verwijdering van de militante Vlaamsgezindheid. Je ne m'occupe pas de niaiseries flamingantes ('Ik hou me niet bezig met flamingantische onnozelheden') schreef hij in 1926.

## Archeologie
Tijdens zijn studies aan het Groot Seminarie werd Claerhout geïnteresseerd in taalkunde. Hij werd een medewerker van Guido Gezelle, 'zantte' (bijeenlezen) voor Loquela en excerpeerde glossaria. Hij kreeg van Gezelle regelmatig zoekopdrachten in verband met taal en oude zegswijzen. Ze gingen samen op tocht, wisselden boeken uit en konden steeds op elkaar beroep doen.
Als seminarist mocht hij tweemaal per week op enquête, in de stad en in het ommeland, om taalmateriaal in te zamelen. Tijdens de vakanties ging hij in Kortrijk de Heer ende Meester helpen in het ordenen en schiften van het vele materiaal. Van de beoefening van de taalwetenschap wilde hij toen zijn belangrijkste nevenactiviteit maken.
Hieruit sproot de vriendschap met Gezelle, die zijn leven lang duurde, net als die met Johan Winkler, die hij een paar maal ging bezoeken in Haarlem en die, samen met Gezelle, bij hem op bezoek kwam in Sint-Denijs.
De belangstelling voor de oude taal en de naamkunde, oriënteerde Claerhout in de jaren negentig meer en meer naar de archeologie en de paleontologie en hij werd een quasi-professioneel die als dusdanig door de beroepslui erkend werd.
Hij ontdekte:
- in 1896 een Frankisch kerkhof in Pittem,
- in 1899 het eerste Vlaamse paaldorp in Dentergem.

Hij publiceerde hierover en over andere archeologische onderwerpen uitgebreid in Franstalige vaktijdschriften. Hierin vestigde hij ook herhaaldelijk de aandacht op de ophefmakende paleontologische ontdekkingen van de jezuïet Pierre Teilhard de Chardin en verwachtte ervan een aanzienlijke verruiming van de wetenschappelijke horizon.
Vanaf 1889 verruimde Claerhout aanzienlijk zijn eigen horizon, door zijn talrijke studiereizen: naar Marseille en Lourdes (1889), Haarlem, Leeuwarden, Stavoren, Amsterdam (1890 en 1905), langs de Rijn tot in Frankfurt am Main en Mainz (1898, 1902, 1912), Zwitserland tot in Lugano (1900, 1901, 1904), Londen (1900, 1905), Kopenhagen (1903), Wenen (1906). Daarbij kwamen dan nog de regelmatige reizen naar Brussel en Parijs, voor bijeenkomsten met archeologen.
Hij werd lid van de Société d'Archéologie (Brussel) en van de Société Scientifique Internationale. Hij werd door het Brusselse genootschap belast met het toezicht op alle opgravingen in West-Vlaanderen. In de Société scientifique werd hij voorzitter van de afdeling geologie. Hij werd ook voorzitter van de Geschied- en Oudheidkundige Kring van Kortrijk.
In Kaster en omgeving onderzocht hij de bodem, en richtte hij een eigen museum op naast de kerk. Hij kreeg zelfs voorwerpen in bruikleen vanwege het Museum van het Jubelpark.
In november 1919 bracht hij in Leuven verslag uit over zijn oorlogsvondsten. Hij volgde voor de Société Scientifique opgravingen in Breuil en Obermaier en bracht hierover verslag uit.

## Eerbetoon
- In Wielsbeke is een beeld van hem geplaatst en is de heemkundekring naar hem vernoemd.
- Er is een Juliaan Claerhoutstraat in:
  - Wielsbeke,
  - Kaster (Anzegem),
  - Pittem.

## Publicaties
- De Franken, de Friezen en de Saksen, 1886.
- Een woord over 't spellen der aardrijkskundige namen, in: Het Belfort, 1887.
- Meenen, in: Philologische Bijdragen, 1894.
- Friesche wooningen, in: Biekorf, 1894.
- Nederlandsch, in: Philologische Bijdragen, 1894.
- Hunneghemstraat, in: Philologische Bijdragen, 1895.
- Woorden en oorden', Gent, 1895.
- Zwalm, in: Philologische Bijdragen, 1896.
- Le cimetière païen de Pittem, in: Handelingen van het genootschap voor geschiedenis te Brugge, 1896.
- Het heidensch kerkhof van Pitthem, Pittem, Veys, 1897.
- De bode van de keizer, Pittem, Veys, 1899.
- Guido Gezelle. Aandenken, Pittem, Veys, 1899, brochure die op een paar dagen tijd tot stand kwam, met vroegere teksten van Claerhout en in de straten van Brugge werd verkocht op de dag van Gezelles uitvaart.
- Cotorius, Pittem, Wwe Veys-David, 1900.
- Découverte d'antiquités romaines dans le port maritime de Bruges', in: Annuaire de la Société d'archéologie de Bruxelles, 1900.
- Fouilles exécutées sur l'emplacement d'habitations lacustres à Denterghem près de Thielt, in: Annuaire de la Société d'archéologique de Bruxelles, 1900.
- La motte du bois 't Wallant à Merckem, in: Annuaire de la Société d'archéologie de Bruxelles, 1900.
- Le préhistorique de la Flandre Occidentale, in: Handelingen van het genootschap voor geschienenis te Brugge, 1902.
- Dresser le relevé des découvertes faites en Belgique en ce qui concerne la poterie néolithique, Brugge, 1902.
- La question des éolithes, in: Handelingen van het genootschap voor geschienenis te Brugge, 1906.
- Anthropologie de la West-Flandre, 1907.
- La population de la West-Flandre, in: Mémoires de la Société d'anthropologie de Bruxelles, 1910.
- Oud Vlaanderland. Tien vertellingen, Pittem, Veys, 1913.
- Découvertes néolithiques faites dans l'arrondissement de Courtrai, in: Handelingen van de Geschied- en Oudheidkundige Kring van Kortrijk, 1921.
- Une pointe de lance de l'âge du bronze, in: Handelingen van de Geschied- en Oudheidkundige Kring van Kortrijk, 1921.
- 'Station néolithique de l'Alleu du pâturage à Anseghem', in: Handelingen van de Geschied- en Oudheidkundige Kring van Kortrijk, 1922,
- La chronologie préhistorique, in: Handelingen van de Geschied- en Oudheidkundige Kring van Kortrijk, 1925.
- Les tombes préhistoriques du Mont de la Musique à Renaix, Brussel, 1926.
- Ethnogénie du Courtraisis. 1. Element celtique. 2. Denterghem, in: Handelingen van de Geschied- en Oudheidkundige Kring van Kortrijk, 1927 en  1928.
- L'ethnographie et l'onomastique babylonienne, in: Handelingen van de Geschied- en Oudheidkundige Kring van Kortrijk, 1928.
- Le Chelléen Belge, in: Ethnographie, 1910-1913.
- Les Francs à Denterghem, in: Ethnographie
- Nos origines. Deux notices, In: Ethnographie
- Ethnogénie de l'Europe, in: Ethnographie
- La population du Limbourg', in: Ethnographie
- La Palafitte d'Afsné, in: Ethnographie
- L'habitation des néolithiques, in: Ethnographie
- L'Aurignacien en Belgique, in: Ethnographie
- Une perle en Bronze, in: Ethnographie
- Gisement côtier de la Panne, in: Ethnographie
- Le cimetière païen de Pitthem, in: Ethnographie